# Phellinus spiculosus
Phellinus spiculosus är en svampart som först beskrevs av W.A. Campb. & R.W. Davidson, och fick sitt nu gällande namn av Tuomo Niemelä 1972. Phellinus spiculosus ingår i släktet Phellinus och familjen Hymenochaetaceae.   Inga underarter finns listade i Catalogue of Life.